# Fehérpelyhes tőkegomba
A fehérpelyhes tőkegomba (Pholiota lubrica) a harmatgombafélék családjába tartozó, Európában és Észak-Amerikában honos, korhadó faanyagon élő, nem ehető gombafaj. 

## Megjelenése
A fehérpelyhes tőkegomba kalapja 3-8 cm széles, alakja fiatalon félgömbös, később domború; néha majdnem lapossá terülhet ki. Színe fahéj- vagy vörösesbarnás, széle fiatalon fehéres. Felszíne erősen nyálkás, rajta elszórtan fehéres pelyhecskék láthatók. Széléről rövid, gyorsan lekopó fátyolmaradványok lóghatnak le.
Húsa fehéres, a tönkben idősen barnás. Gyengén retekszagú, íze keserű.
Közepesen sűrű lemezei tönkhöz nőttek. Színük fehéres, majd olívsárgás.
Tönkje 4-9 cm magas és 0,5-1,2 cm vastag. Színe kezdetben fehéres, később sárgás, alsó részében fokozatosan elbarnul. Felülete száraz, szálas-pelyhes.
Spórapora vörösbarna. Spórája elliptikus vagy bab alakú, sima, vékony falú, mérete 6-7 x 3,5-4 µm.

### Hasonló fajok
A tüskés tőkegomba halványabb, kalappikkelyei jóval nagyobbak. A rozsdasárga tőkegomba aranysárgás, a spórái jóval nagyobbak.

## Elterjedése és termőhelye
Európa középső és északi részein honos. Észak-amerikai változatát egyesek külön fajnak tartják. Magyarországon ritka.
Savanyú talajú lomb- és fenyőerdőkben található meg korhadó fatörzseken vagy a talajban lévő bomló faanyagon. Szeptember-októberben terem.

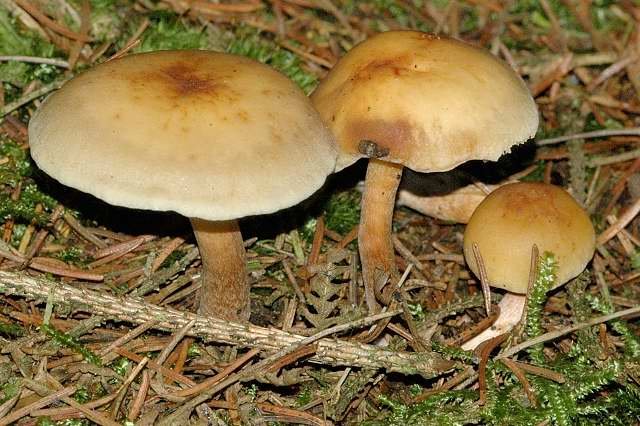
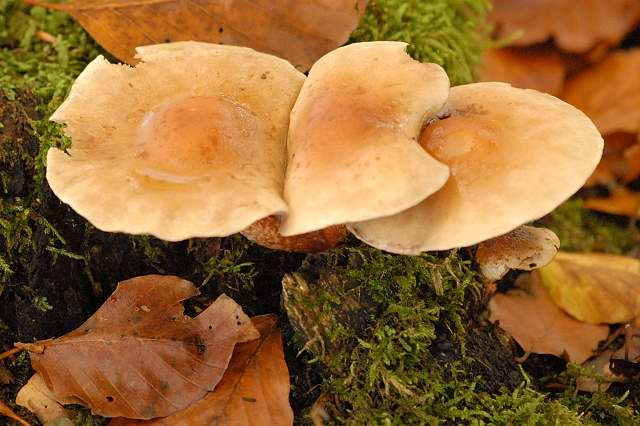
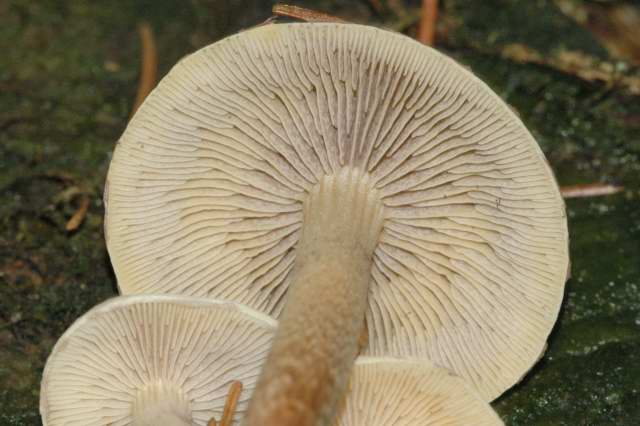
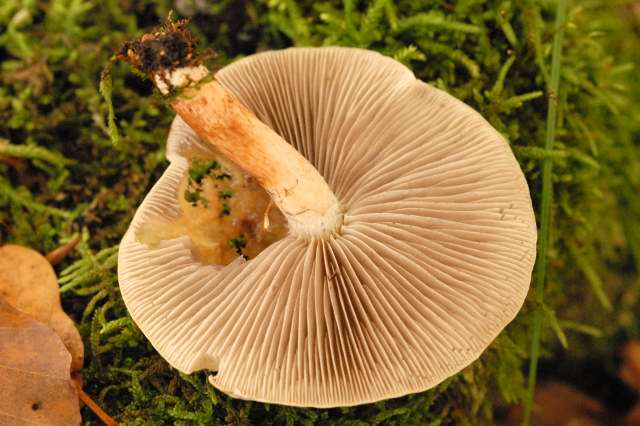

Nem ehető. 